# Yazoo Records
Yazoo Records is een Amerikaans platenlabel, dat zich gespecialiseerd heeft in het uitbrengen van vroege Amerikaanse blues, country, jazz en andere roots-muziek.
Het label werd in 1967 begonnen door Nick Perls en Bernie Klatzko en heette aanvankelijk Belzona Records. Onder deze naam kwamen vijf platen uit, maar na problemen werd de naam veranderd in Yazoo Records, naar de rivier Yazoo. Het logo van Yazoo was een art-deco-pauw, overgenomen van het vroegere Black Patti-label.
Op Yazoo verscheen muziek die in de jaren twintig en dertig op 78 toerenplaten was uitgekomen, muziek van musici als Charlie Patton, Blind Willie McTell, Blind Blake, Blind Lemon Jefferson, Barbecue Bob, Big Bill Broonzy, Ma Rainey en Joe Venuti. Robert Crumb, zelf een liefhebber van deze muziek, tekende de hoezen voor een aantal Yazoo-elpees. Op het zusterlabel Blue Goose Records, eveneens opgezet door Perls, kwamen vanaf 1970 nieuwe opnamen van herontdekte musici en jonge muzikanten uit.
In 1989 werd Yazoo Records overgenomen door Shanachie Records.